# Štefan Seme
Štefan Seme, slovenski hokejist in hokejski trener, * 20. avgust 1947, Ljubljana, † oktober 2024.
Seme je bil dolgoletni član kluba HK Olimpija Ljubljana, s katero je osvojil naslov jugoslovanskega državnega prvaka v letih 1972, 1974, 1975 in 1976. Za jugoslovansko reprezentanco je nastopil na Olimpijskih igrah 1972 v Saporu in svetovnem prvenstvu istega leta. Skupno je za jugoslovansko reprezentanco odigral 14 tekem ter dosegel po en gol in podajo.
Kot selektor je vodil jugoslovansko reprezentanco na olimpijskem turnirju 1984 v Sarajevu, kjer je z eno zmago in štirimi porazi zasedla enajsto mesto. Kot trener je vodil Olimpijo v sezonah 1987/88, ko je klub popeljal do naslova jugoslovanskega podprvaka, in 1991/92, ko je klub popeljal do naslova slovenskega podprvaka.
Leta 2007 je bil sprejet v Slovenski hokejski hram slavnih ob njegovi ustanovitvi.